# Bobosse (pièce de théâtre)
Pour les articles homonymes, voir Bobosse.
Bobosse est une pièce de théâtre écrite par André Roussin en 1950.

## Argument
Cette comédie traite de la difficulté d'être acteur, et de la difficulté d'être amoureux. Un acteur (Tony) joue le rôle d'un dessinateur de presse (Bobosse) désabusé et perspicace qui sait que sa compagne va le quitter et la laisse faire. En rentrant chez lui dîner avec les autres acteurs principaux de la pièce, Tony constate que sa femme vient de le quitter, ce dont il ne se doutait pas, et cela le plonge dans le désespoir. La pièce joue d'une scène à l'autre sur le passage entre les sentiments personnels de l'acteur et la psychologie du personnage qu'il incarne.

## Création1950
Bobosse a eu sa première représentation au Théâtre royal du Parc à Bruxelles le 9 février 1950, puis a été jouée au Théâtre des Célestins à Lyon du 18 au 23 février, puis au Théâtre de la Michodière à Paris à partir du 14 mars 1950.
La distribution était :
- Bobosse et Tony : François Périer
- Edgar et Léon : Bernard Lajarrige
- L'oncle Émile et Marussier : Camille Guérini
- Un reporter : Jean Hébey
- Jérome : Robert Lefort
- Un agent : Jean Temerson
- Le régisseur : Jean Helvet
- Régine et Simone : Lucienne Granier
- Anne-Marie et Gilberte : Michèle Monty
- Yvette : Michèle Gérard
- Minouche : Marie Daëms

## Théâtre de la Michodière,1957
Du 10 septembre 1957 au 10 juillet 1958 au Théâtre de la Michodière.
Distribution :
- Bobosse et Tony : François Périer
- Edgar et Léon : Maurice Biraud
- L'oncle Émile et Marussier : Camille Guérini
- Un reporter : José Artur
- Jérome : Jean-Jacques Varoujean
- Le régisseur : Jean Helvet
- Régine et Simone : Véronique Deschamps
- Anne-Marie et Gilberte : Michèle Monty
- Yvette : Michèle Gérard
- Minouche : Anne Tonietti

## Théâtre de la Michodière,1994
Du 19 mai 1994 au 28 août 1994 au Théâtre de la Michodière.
Distribution :
- Bobosse et Tony : Gérard Rinaldi
- L'oncle Émile et Marussier: Philippe Brizard
- Un reporter : Eric Thannberger
- Le régisseur : Jacky Rispincelle
- Régine et Simone : Valérie Rojan
- Anne-Marie et Gilberte : Eliza Maillot
- Yvette : Colette Maire
- François : Serge Ridoux
- Minouche : Françoise Cadol

## Adaptation
La pièce a été adaptée au cinéma en 1959. Le film a été réalisé par Étienne Périer avec, notamment, Micheline Presle (Régine et Simone), François Périer (Bobosse, Tony, le tribunal), Jacques Jouanneau (Edgar et Léon), Armande Navarre (Anne-Marie et Gilberte), Jacques Dufilho (Gaston, le valet de chambre), Jacques Fabbri (le reporter).